# Motomu Toriyama

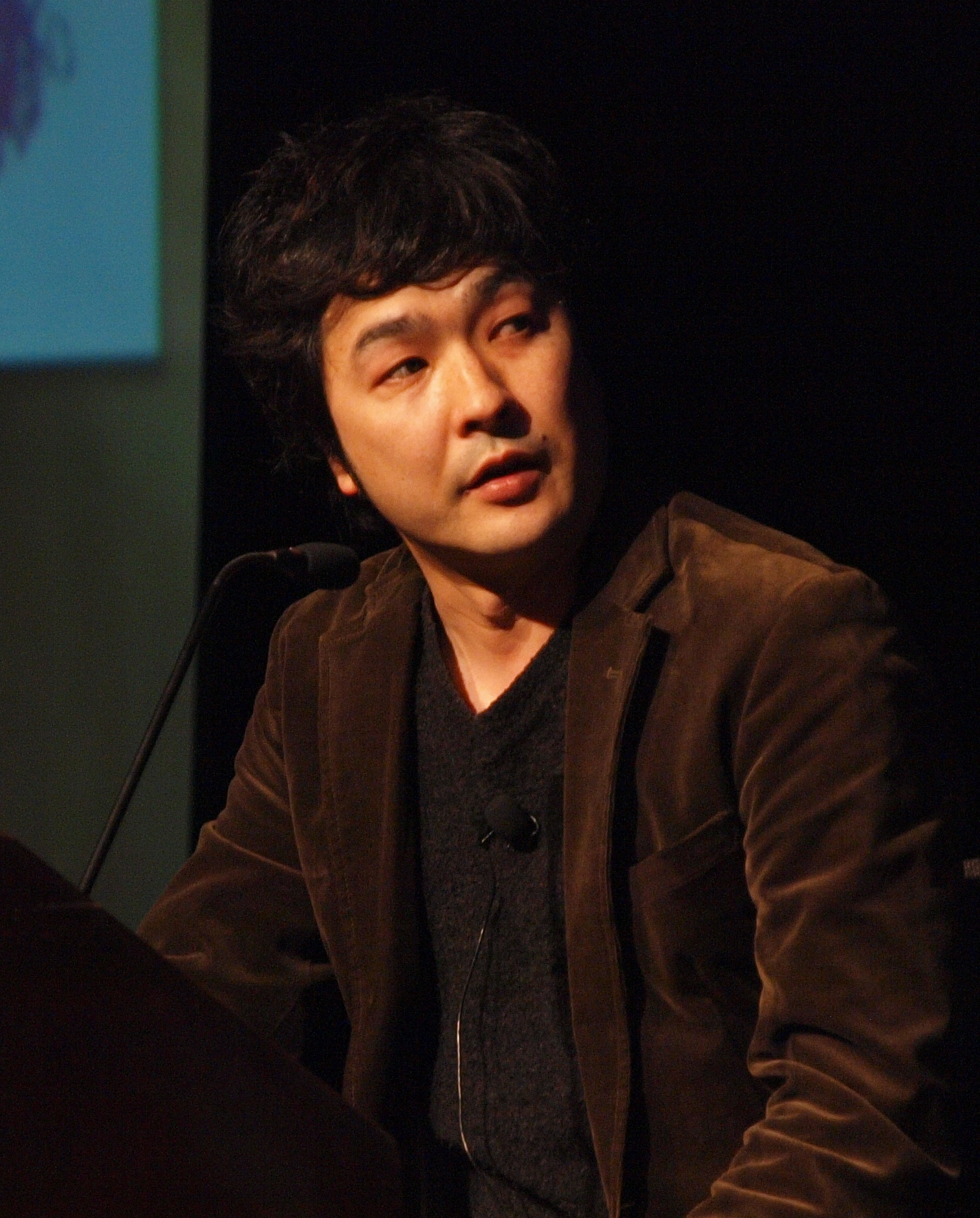
Motomu Toriyama – Game Developers Conference 2010.

Motomu Toriyama (jap. 鳥山 求, Toriyama Motomu) ist ein japanischer Videospielentwickler. Er arbeitete als Game Director mit dem Square Enix’ Production Team 1 an Final Fantasy XIII-2.

## Ludografie
- Final Fantasy XIII-2 – (Winter 2011; als Regisseur)
- Final Fantasy XII: Revenant Wings – (2007; als Regisseur/Scenarist)
- Final Fantasy XIII – (2009; als Regisseur)
- Final Fantasy VII technical demo – (2005)
- Final Fantasy X-2 – (2003; als Regisseur)
- Final Fantasy X – (2001; als Event Director)
- Racing Lagoon – (1999; als Scenarist)
- Final Fantasy VIII – (1999; als Event Planner)
- Final Fantasy VII – (1997; als Event Planner)
- Bahamut Lagoon – (1996; als Story Event Planner)